# Combinado nórdico nos Jogos Olímpicos de Inverno de 1928
O combinado nórdico nos Jogos Olímpicos de Inverno de 1928 foi disputado apenas por homens. Consistiu de uma corrida cross-country de 18 km e uma competição de saltos de esqui. Ao contrário do que acontece nos dias atuais, a prova distribuiu medalhas individualmente.

## Medalhistas
| Ouro   | NOR Johan Grøttumsbråten |
| Prata  | NOR Hans Vinjarengen     |
| Bronze | NOR Jon Snersrud         |

## Resultados
| Pos. | Atleta                    | Pontos |
| ---- | ------------------------- | ------ |
|      | NOR Johan Grøttumsbraaten | 17,833 |
|      | NOR Hans Vinjarengen      | 15,303 |
|      | NOR John Snersrud         | 15,021 |
| 4    | FIN Paavo Nuotio          | 14,927 |
| 5    | FIN Esko Järvinen         | 14,810 |
| 6    | SWE Sven Eriksson         | 14,593 |
| 7    | GER Ludwig Böck           | 13,260 |
| 8    | NOR Ole Kolterud          | 13,146 |
| 9    | TCH Otakar Německý        | 12,990 |
| 10   | POL Bronisław Czech       | 12,645 |
| 11   | SUI Adolf Rubi            | 12,625 |
| 12   | TCH Rudolf Burkert        | 12,604 |
| 13   | SUI Stephan Lauener       | 12,333 |
| 14   | GER Max Kröckel           | 11,968 |
| 15   | GER Walter Glaß           | 11,927 |
| 16   | SUI David Zogg            | 11,906 |
| 17   | AUT Harald Paumgarten     | 11,854 |
| 18   | TCH Walter Buchberger     | 10,906 |
| 19   | SUI Hans Eidenbenz        | 10,551 |
| 20   | ITA Vitale Venzi          | 10,416 |
| 21   | GER Gustl Müller          | 10,114 |
| 22   | POL Aleksander Rozmus     | 8,781  |
| 23   | FRA Martial Payot         | 7,896  |
| 24   | POL Stanisław Motyka      | 7,531  |
| 25   | USA Anders Haugen         | 7,447  |
| 26   | USA Charles Proctor       | 7,208  |
| 27   | CAN Merritt Putman        | 4,853  |
| 28   | FRA Klébert Balmat        | 4,291  |
|      | FRA Marcel Beraud         | DNF    |
|      | JPN Sakuta Takefushi      | DNF    |
|      | CAN William Thompson      | DNF    |
|      | TCH Franz Wende           | DNF    |
|      | GER Karl Neuner           | DNF    |
|      | HUN Gyula Szepes          | DNF    |
|      | USA Rolf Monsen           | DNF    |